# Caio Eduardo de Mello Cazziolato
Caio Eduardo de Mello Cazziolato, plus connu sous le nom de Caio, né le 18 septembre 1974 à Casa Branca, dans l'État de São Paulo, au Brésil, est un ancien joueur brésilien de basket-ball. Il évolue durant sa carrière aux postes d'arrière et d'ailier.

## Palmarès
- Finaliste du championnat du monde des 22 ans et moins 1993
- 3e du championnat des Amériques 1995
- 3e du championnat des Amériques 1997
- Vainqueur des Jeux panaméricains de 1999